# 扎別列日扎
48°48′18″N 24°38′43″E / 48.80500°N 24.64528°E
扎別列日扎（烏克蘭語：Забережжя），是烏克蘭西部的村莊，隸屬伊萬諾-弗蘭科夫斯克州的伊萬諾-弗蘭科夫斯克區。該村始建於1991年，面積9平方公里，2001年人口871。